# Дом дворянского собрания (Чернигов)
Дом дворянского собрания — утраченный объект культурного наследия в Чернигове. 

## История
Дом построен в 1859-1870 годы с восточной стороны новой площади (Гимназической), созданной в начале XIX века, напротив дома архиепископа. В VII-XI веках на этом месте было городище, с XII века по 1239 год — княжий двор, позже — пушечный двор. Дом играл значительную роль в общественной жизни города. 
Тут самодеятельный театр под руководством А. Ф. Марковича и И. Дорошенко ставил народные пьесы, в частности «Наталку Полтавку», выступали корифеи российской и украинской культуры — Л. В. Собинов, М. К. Заньковецкая и другие.  
После Октябрьской революции 1917 года здесь размещались губернская милиция, первый советский драматический театр, художественная студия (студия искусств), Дом искусств. 
В доме проходили заседания Черниговского совета рабочих и солдатских депутатов, который совместно с черниговским отрядом Красной гвардии 19.01.1918 года взял власть в городе Чернигове. Возглавляла совет Софья Ивановна Соколовская.
Здесь размещалась Черниговская народная студия искусств, созданная в 1919 году, затем переехала в дом нотаря Зубка, который был расположен на Театральной площади (сейчас здесь сквер). При студии были открыты мастерские живописи, скульптуры и графики.
Дом служил одним из помещений для нового Черниговского губернского исторического архива, созданного в 1923 году.
Перед началом Великой Отечественной войны — Дом Красной армии. В 1941 году дом сгорел во время бомбардировки немецко-фашистской авиации. В послевоенный годы был разобран и не восстанавливался.

## Описание
Вместе с домом губернатора и домом архиепископа образовывал архитектурный ансамбль Гимназической площади.
Архитектор — Д. Е. Ефимов, при участии В. И. Демут-Малиновского, А. П. Брюллова, К. А. Скаржинского. 
Дом дворянского собрания состоял из двух корпусов. Главный — каменный, одно-двухэтажный, Г-образный в плане, с ризалитами по бокам центрального объёма, где располагался зал собрания. Вспомогательный корпус находился на юг от главного и выходил на площадь боковым фасадом (сохранились подземные помещения). Архитектура комплекса сказывалась использованием классических форм. 